# Hans Polster
Hans Polster (* 27. August 1908 in Nossen; † 4. April 1986) war ein deutscher Forstwissenschafter, Landforstmeister und Hochschullehrer. 

## Leben und Wirken
Er stammte aus dem Königreich Sachsen. Nach dem Schulbesuch studierte er, promovierte 1938 an der Universität Leipzig zum Dr. phil. und habilitierte sich 1957 an der Technischen Universität Dresden. 1964 wurde er Professor an der Deutschen Akademie der Landwirtschaftswissenschaften in Berlin, die in Graupa ein Forstinstitut betrieb, dessen stellvertretender Direktor Polster bis zu seiner Emeritierung 1973 war. Das Forstinstitut Graupa wurde 1967 im Zuge der Zentralisierung in das Forstinstitut Eberswalde eingegliedert und allmählich aufgelöst.

## Werke (Auswahl)
- Kohlehydrat/Stickstoff-Verhältnis und Blütenbildung. Berlin 1938.
- (mit Erwien Kienitz): Waldfeldbau. Berlin 1959.
- Neuere Ergebnisse auf dem Gebiet der standortsökologischen Assimilations- und Transpirationsforschung an Forstgewächsen. Berlin 1961.
- Gasstoffwechselphysiologische Untersuchungen an Gehölzen zur Frage der Vitalität der Pflanze. Berlin 1964.